# Enostrankarski sistem
Enostrankarski sistem je način državne ureditve. Za tak način vladanja je značilno, da državo vodi samo ena politična stranka.